# Туманські
Туманські — старшинсько-дворянський рід, мабуть, правобережного походження. На Лівобережжі перші покоління Т. були священиками. Григорій Тимофійович Т. був протопопом у м. Басань, Переяславського полку (1730 — 50). З синів Григорія Т. — Василь (бл. 1719 — 1809) був останнім генеральний писарем (з 1762), чл. Малоросійської Колеґії (з 1764), віце-губернатором Новгород-Сіверського намісництва (1782 — 85); Осип (1731 — бл. 1798) був членом Ген. Суду (1781 — 82), а згодом гол. Новгород-Сіверської Палати Карного Суду (1783 — 95); Іван (1740 — після 1798) був обер-секретарем Сенату в Петербурзі (до 1777), чл. Малоросійської Колеґії (1777-82), гол. Київ. Палати Цивільного Суду (1791 — 96). Він був письм. і перекладач з нім. і франц. мов. З онуків Григорія Т. — Михайло й Іван Васильовичі були вихованцями Кенігсберзького Університету; Михайло був членом Малоросійської Колеґії (1778 — 82), упорядковував архів Колеґії й збирав матеріали до історії України (зокрема твори С. Лукомського). Син Осипа Т. Федір (1757 — 1810), також вихованець Кенігсберзького Університету (див.). Рід Т. у 19 ст. дав низку держ. і військовий діячів, літераторів: рос. поети Василь Іванович Т. (1800–1860) і Федір Антонович Т. (1801–1853), ген. консул у Белграді; вчений орієнталіст Олександер Григорович Т. (1861 — 1920) та ін. Т. були великими дідичами й земськими діячами Чернігівщини й Полтавщини.